# West Milford
West Milford ist ein Township im Passaic County, New Jersey, USA. Das U.S. Census Bureau ermittelte bei der Volkszählung 2020 eine Einwohnerzahl von 24.862.

## Geographie
Nach dem United States Census Bureau hat die Stadt eine Gesamtfläche von 208,3 km², wovon 195,4 km² Land und 12,9 km² (6,18 %) Wasser ist.

## Demographie
Nach der Volkszählung von 2000 gibt es 26.410 Menschen, 9.190 Haushalte und 7.186 Familien in der Stadt. Die Bevölkerungsdichte beträgt 135,2 Einwohner pro km². 95,08 % der Bevölkerung sind Weiße, 1,23 % Afroamerikaner, 0,60 % amerikanische Ureinwohner, 1,02 % Asiaten, 0,02 % pazifische Insulaner, 0,61 % anderer Herkunft und 1,45 % Mischlinge. 3,38 % sind Latinos unterschiedlicher Abstammung.
Von den 9.190 Haushalten haben 39,9 % Kinder unter 18 Jahre. 67,3 % davon sind verheiratete, zusammenlebende Paare, 7,8 % sind alleinerziehende Mütter, 21,8 % sind keine Familien, 16,7 % bestehen aus Singlehaushalten und in 5,5 % Menschen sind älter als 65. Die Durchschnittshaushaltsgröße beträgt 2,84, die Durchschnittsfamiliengröße 3,23.
27,2 % der Bevölkerung sind unter 18 Jahre alt, 6,0 % zwischen 18 und 24, 33,6 % zwischen 25 und 44, 24,8 % zwischen 45 und 64, 8,4 % älter als 65. Das Durchschnittsalter beträgt 37 Jahre. Das Verhältnis Frauen zu Männer beträgt 100:100,3, für Menschen älter als 18 Jahre beträgt das Verhältnis 100:97,4.
Das jährliche Durchschnittseinkommen der Haushalte beträgt 74.124 USD, das Durchschnittseinkommen der Familien 80.264 USD. Männer haben ein Durchschnittseinkommen von 51.105 USD, Frauen 37.159 USD. Der Prokopfeinkommen der Stadt beträgt 28.612 USD. 4,1 % der Bevölkerung und 2,6 % der Familien leben unterhalb der Armutsgrenze, davon sind 6,1 % Kinder oder Jugendliche jünger als 18 Jahre und 2,9 % der Menschen sind älter als 65.

## Einwohnerentwicklung
| Jahr | Einwohner¹ |
| ---- | ---------- |
| 1980 | 22.750     |
| 1990 | 25.430     |
| 2000 | 26.410     |
| 2010 | 25.850     |
| 2020 | 24.862     |

¹ 1980 – 2000: Volkszählungsergebnisse

## Persönlichkeiten
- Donna Weinbrecht (* 1965), Freestyle-Skierin und Olympiasiegerin